# تشيس جارفيس
تشيس جارفيس (بالإنجليزية: Chase Jarvis)‏ هو مؤلف ورائد أعمال ومصور أمريكي، ولد في 1971 في سياتل في الولايات المتحدة.